# Chutes Lewis
Les chutes Lewis (en anglais : Lewis Falls) sont une chute d'eau située sur la rivière Lewis au sud du lac Lewis dans le parc national de Yellowstone, au Wyoming aux États-Unis. D'une hauteur de 9 m, elles sont facilement visibles depuis la route, à mi-chemin entre l'entrée sud du parc et Grant Village (en). Leur nom fait référence à Meriwether Lewis, commandant de l'expédition Lewis et Clark.

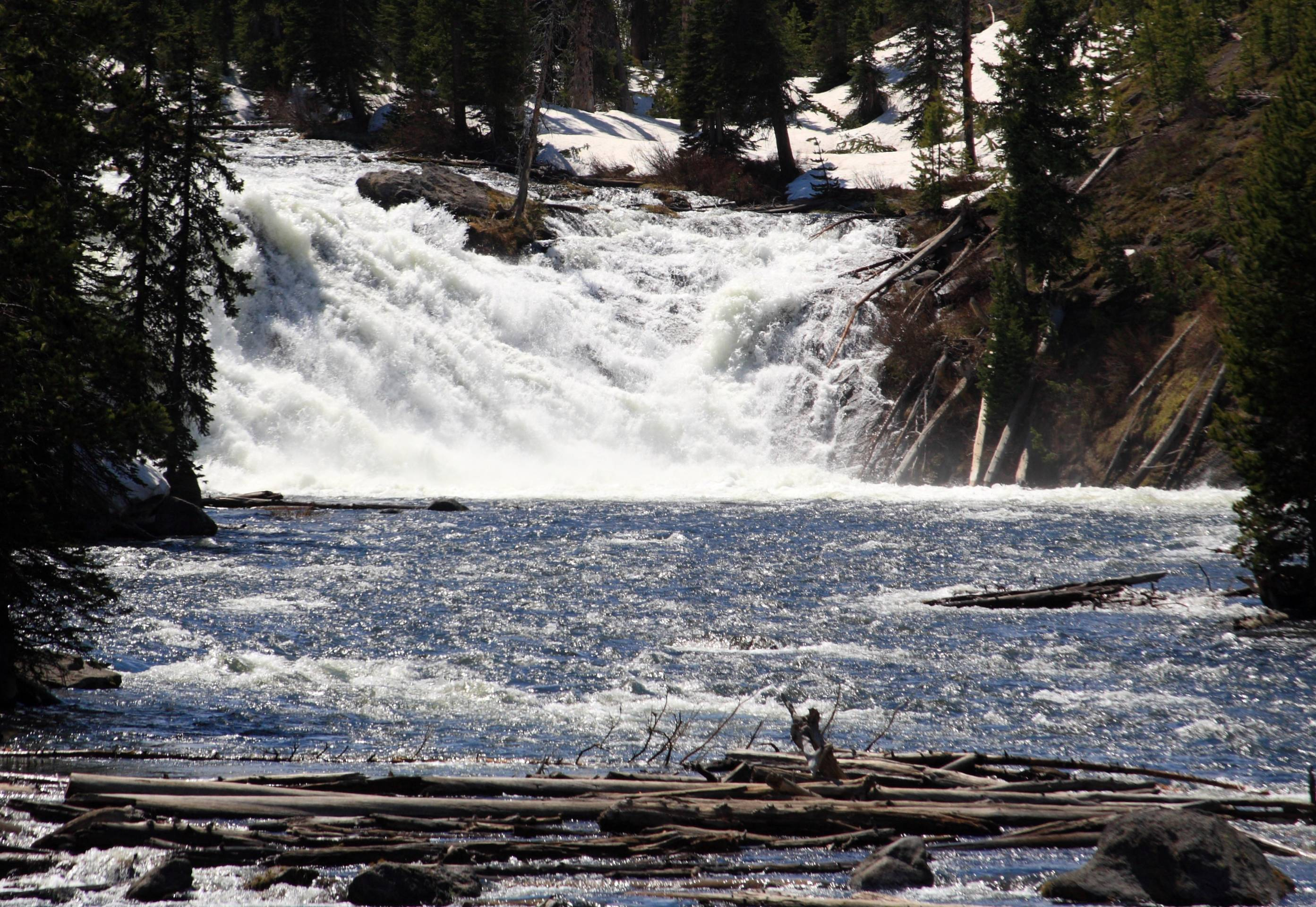
Vue rapprochée des chutes en 2009.
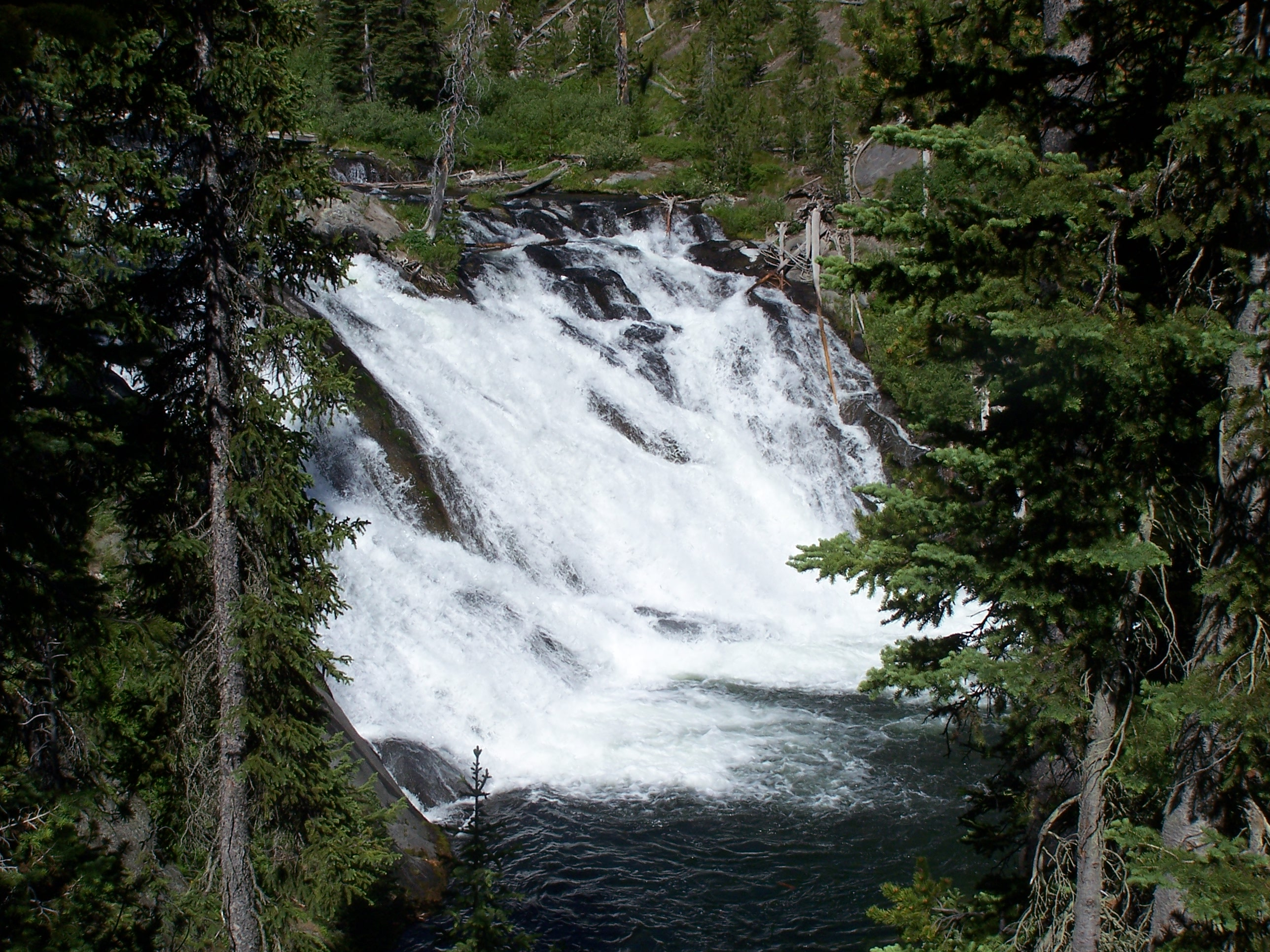
Vue de côté en 2010.